# Lecionário 1637
O Lecionário 1637 (designado pela sigla ℓ 1637 na classificação de Gregory-Aland) é um antigo manuscrito do Novo Testamento, paleograficamente datado do Século IX d.C.[a]
Este codex contém lições dos evangelhos de Mateus, Marcos, Lucas e João (conhecido como Evangelistarium), com algumas lacunas. O manuscrito é Palimpsesto[a]. Foi escrito em grego, e actualmente se encontra na Universidade de Michigan.